# Rhesus serricollis
Rhesus serricollis is een keversoort uit de familie boktorren (Cerambycidae). De wetenschappelijke naam van de soort is voor het eerst geldig gepubliceerd in 1838 door Motschulsky.